# Chiesa del Santissimo Crocifisso e Anime del Purgatorio
La chiesa del Santissimo Crocifisso e Anime del Purgatorio, conosciuta anche semplicemente come del Purgatorio, è una chiesa monumentale situata nel centro storico di Castellammare di Stabia ed appartenente alla parrocchia della concattedrale di Santissima Maria Assunta e San Catello.

## Storia e struttura
Originariamente esisteva una piccola cappella in piazza Caporivo che nel corso di vari passaggi di proprietà fu affidata nel 1792 ad un gruppo di laici i quali fondarono una confraternita con il nome di Santissimo Crocifisso e Anime Sante del Purgatorio: il gruppo di religiosi venne approvato il 17 agosto 1793 con una bolla dal vescovo Ferdinando Crispo D'Oria e tra le loro attività religiose anche il compito di provvedere alla sepoltura dei defunti. Ben presto però lo spazio della cappella divenne insufficiente e si decise di costruire una vera e propria chiesa: il permesso per l'edificazione del tempio venne dato il 10 settembre 1794 e la direzione dei lavori affidata all'architetto Antonio Ciofi. L'anno successivo il vescovo avviò ufficialmente i lavori benedicendo la fondamenta; tuttavia l'opera di costruzione proseguì a rilento per diversi anni a causa della costante mancanza di fondi economici: la chiesa fu completata e solennemente consacrata nel 1802.
L'accesso alla chiesa, protetto da un cancello in ferro battuto, è dato da una scalinata; la facciata, simile a quella di un tempio greco, è caratterizzata da quattro colonne che racchiudono un piccolo portico in stile toscano. L'interno, in stile ionico, è a forma di croce greca ed è costituito da tre navate: la navata principale è divisa dalle due laterali, di più piccole dimensioni, da dodici colonne, che molto probabilmente rappresentano i dodici apostoli. Nelle navate laterali si aprono due cappelle: una custodisce una tela della Madonna del Buon Consiglio, mentre l'altra una tela dell'Arcangelo Gabriele. L'altare maggiore è in marmo bianco e reca una statua della Vergine Assunta; nella chiesa è presente anche una statua lignea che raffigura sant'Anna con la Vergine Bambina, risalente al XIX secolo e di scuola napoletana. Nella crociera si apre una cupola emisferica chiusa da un lanternino e sormontata da una croce in ferro, mentre il suo esterno è decorato con fasce di maioliche verdi e gialle alternate. Nei sotterranei della chiesa è presente il cimitero dove i confratelli seppellivano i loro morti, mentre negli uffici della confraternita sono conservati un'urna funeraria chiamata baviglione e due tele di fattura anonima raffiguranti la Madonna del Buon Consiglio, risalente al XVIII secolo e Santa Lucia, del XIX secolo.